# Ash Williams
Ashley Joanna "Ash" Williams é um personagem fictício e o protagonista da série The Evil Dead. Criado por Sam Raimi, Ash é interpretado por Bruce Campbell e apareceu pela primeira vez no filme original de 1981, tonando-se o único personagem a aparecer em todos os lançamentos da serie. Através da narrativa, Ash tem de lutar contra aqueles que ama dentro de uma cabana abandonada porque estes estão possuidos por "deadites", as almas malignas dos mortos. 
Descrito como egomaníaco e queixoso assim como o melhor "matador de demônios e zombies que apareceu no ecrã", a característica que melhor define Ash é uma motosserra que ele tem anexada ao pulso direito, colocada depois de ter amputado a sua mão possuída por demónios em Evil Dead II (1987).
Ash Williams é considerado um icone de culto. Em 2008 a revista Empire colocou-o em #24 entre os maiores personagens de sempre do cinema, e em 2013 a mesma revista refere que Ash é o melhor personagem de sempre do cinema de terror.

## Filmes da série
- The Evil Dead (Uma Noite Alucinante a Morte do Demônio)
- Evil Dead II (Uma Noite Alucinante 2)
- Army of Darkness (Uma Noite Alucinante 3)
- Evil Dead (Remake 2013)
- Ash vs. Evil Dead (série de tv de 2015)
- Evil Dead Rise (A Morte do Demônio: A Ascensão)

## Concepção e história
De acordo com Sam Raimi, de nome Ash é uma referência ao seu destino pretendido inicialmente no final do Evil Dead, declarando que "isso é tudo o que estava indo para ser deixada por ele no final." Campbell, no entanto, sugeriu que o nome era curto para o "buraco" de cinzas, indicando parecer Raimi do personagem. Ao criar Army of Darkness, Raimi brincou com ele dando o nome completo "Ashley J. Williams", que mais tarde foi usado por videogames e histórias em quadrinhos que envolvem o personagem. Campbell confirmado mais tarde em Cinefantastique que o nome completo era oficial.

## Biografia Ficcional (Uma Noite Alucinante)
Ash e sua namorada Linda, sua irmã Cheryl e os amigos Scott e Shelly ficam em uma cabana na floresta, onde encontram o "Naturon Demonto" (renomeado ou possivelmente traduzido para Necronomicon Ex-Mortis nas seqüências), o "Livro dos mortos ", juntamente com um gravador. A fita é uma gravação feita pelo dono da cabine, o professor Knowby, que estava traduzindo uma passagem do livro. Ao tocar a fita, o grupo desperta inadvertidamente o Demônio Kandariano (o "Maligno Morto") que pode possuir os vivos. Eles são possuídos e mortos um por um, até que apenas Ash permaneça. Ele finalmente destrói o Necronomicon jogando-o na lareira e, ao fazê-lo, faz com que os corpos possuídos de Scott e Cheryl caiam rapidamente e "morram". No entanto, o filme termina com Ash sendo atacado ou possivelmente possuído pelo Demônio Kandarian.

## O Necronomicon Ex-mortis
Reza a lenda que ela foi escrita pelo escuras. Necronomicon Ex Mortis, cerca de traduzir o livro dos mortos. O livro serviu de passagem para os mundos para além do mal. Foi escrito há muito tempo com a tinta dos mares que correu vermelho de sangue. No 1300AD ano, o livro sumiu. Tudo começou, quando o professor Raymond Knowby encontrou o livro e começou a traduzi-lo. Os horrores que ele acordou estavam além da imaginação e totalmente incontroláveis.

## Uma Noite Alucinante 2
Evil Dead II continua a história do filme anterior, após uma repescagem atrofiado no qual o público é apresentado a namorada de Ash, Linda (que ainda posteriormente fica possuída, decapitada e enterrada), e Ash si mesmo, ao ponto em que o espírito maligno ataque Ash. A partir deste ponto, o filme continua a história de onde o primeiro filme parou. Levado a uma boa distância pelo demônio, Ash é arremessado contra uma árvore e cai em uma poça de água, ele se torna um Deadite (ver Bad Ash / Evil Ash, abaixo), mas pouco tempo depois é lançado a partir do espírito com a chegada da aurora, só para passar para fora. Ash recupera a consciência momentos antes de anoitecer. Decide sair de lá tão rápido quanto ele pode, entra em seu carro e dirige para onde a ponte foi, apenas para encontrá-lo completamente destruída pela força do mal. Como o sol rapidamente conjuntos, disse a força começa a subir o penhasco, e Ash lúpulo em seu carro, dirigindo tão rápido quanto ele pode e como resultado, mesmo bater em um toco de árvore que lhe envia voando pelo pára-brisa. Com o mal perto dele, ele corre para dentro (e através) da cabine, tentando esconder, e patos no alçapão, esperando até que as folhas força do mal. Depois que ele faz, Ash sai, só para encontrar-se preso na cabine com os espíritos dos mortos Evil para mais uma noite. Pouco depois, Ash alucina que seu reflexo no espelho vem à vida, mostrando um início de "Bad Ash" / "Evil Ash". Depois disso, um Deadite possui a mão direita de Ash, resultando em ele ter que cortá-lo no pulso com seu motoserra. Mais tarde, a filha do proprietário da cabine Annie e mais três pessoas chegam. É perto do final deste filme que Ash recebe a seu famosa motosserra no lugar da mão direita. O filme termina com Ash sendo sugados por um vórtice e viajar de volta no tempo a 1300 a.C, quando o créditos rolam dizendo, de acordo com as suas profecias, que ele é "O homem que cai do céu", que irá salvá-los da Deadites.

## Uma Noite Alucinante 3
O terceiro filme começa exactamente onde Evil Dead 2 parou, com Ash caindo em um reino medieval. Ash é acidentalmente transportado para 1300 a.C, onde ele deve combater um exército de mortos e recuperar o Necronomicon para que ele possa voltar para casa. Ash também deve derrotar o seu alter ego, conhecido como "Bad Ash" / "Evil Ash", que está liderando o exército da escuridão para roubar o Necronomicon. Neste filme, Ash constrói uma mão de prótese mecânica de um resto de armadura, usando-o durante todo o filme no lugar da motosserra.

### Personagens da série Uma Noite Alucinante
| Filme                          | Nome                     | Notas                                        | Mortoal                                          | Interpretado por                        |
| ------------------------------ | ------------------------ | -------------------------------------------- | ------------------------------------------------ | --------------------------------------- |
| The Evil Dead                  | Ashley J. "Ash" Williams |                                              |                                                  | Bruce Campbell                          |
| The Evil Dead                  | Cheryl Williams          | Irmã de Ash                                  | Deadite Cheryl                                   | Ellen Sandweiss                         |
| The Evil Dead                  | Linda                    | Namorada de Ash                              | Deadite Linda                                    | Besty Baker                             |
| The Evil Dead                  | Shelly                   | Namorda de Scotty                            | Deadite Shelly                                   | Theresa Tilly                           |
| The Evil Dead                  | Scotty                   | Amigo de Ash                                 | Deadite Scotty                                   | Richard DeManincor                      |
| Evil Dead II:Dead by Dawn      | Ashley J Williams        |                                              | Deadite Ash (Ash's dark side manifesting itself) | Bruce Campbell                          |
| Evil Dead II:Dead by Dawn      | Linda                    | Namorada de Ash                              | Deadite Linda                                    | Denise Bixler                           |
| Evil Dead II:Dead by Dawn      | Annie Knowby             | Filha do Professor Knowby & Henrietta Knowby |                                                  | Sarah Berry                             |
| Evil Dead II:Dead by Dawn      | Ed Getley                | Professor Adjunto                            | Deadite Ed                                       | Richard Domeier                         |
| Evil Dead II:Dead by Dawn      | Jake                     | Camponês                                     |                                                  | Dan Hicks                               |
| Evil Dead II:Dead by Dawn      | Bobby Joe                | Namorada de Jake                             |                                                  | Kassie Wesley DePaiva                   |
| Evil Dead II:Dead by Dawn      | Professor Raymond Knowby |                                              |                                                  | John Peakes                             |
| Evil Dead II:Dead by Dawn      | Henrietta Knowby         | Esposa de Professor Knowby                   | Deadite Henrietta                                | Lou Hancock Henrietta possuidaTed Raimi |
| Evil Dead III:Army of Darkness | Ashley J Williams        |                                              |                                                  | Bruce Campbell                          |
| Evil Dead III:Army of Darkness | Linda                    | Namorada de Ash                              |                                                  | Bridget Fonda                           |
| Evil Dead III:Army of Darkness | Arthur                   | Inimigo de Henry the Red e seu exercito      |                                                  | Marcus Gilbert                          |
| Evil Dead III:Army of Darkness | Wiseman                  | Conselheiro e confidente confiável de Arthur |                                                  | Ian Abercrombie                         |
| Evil Dead III:Army of Darkness | Sheila                   | Interesse amoroso de Ash                     | Deadite Sheila                                   | Embeth Davidtz                          |
| Evil Dead III:Army of Darkness | Duke Henry the Red       | Inimigo de Arthur e seu exercito             |                                                  | Richard Grove                           |
| Evil Dead III:Army of Darkness | Blacksmith               |                                              |                                                  | Timothy Patrick Quill                   |
| Evil Dead III:Army of Darkness | Gold Tooth               |                                              |                                                  | Michael Earl Reid                       |
| Evil Dead III:Army of Darkness | Evil Ash                 | Versão maligina de Ash                       |                                                  | Bruce Campbell                          |
| Evil Dead III:Army of Darkness | Possessed Witch          |                                              |                                                  | Patricia Tallman                        |
| Evil Dead III:Army of Darkness | Pit Deadite              |                                              |                                                  | Shiva Gordon                            |
| Evil Dead III:Army of Darkness | Pit Bitch                |                                              |                                                  | Billy Bryan                             |

## Características, equipamentos e habilidades
- Motosserra

A motosserra está conectada firmemente ao longo da sua decapitada mão direita possuída. 
- Espingarda

Uma calibre-12 de cano duplo, modelo Remington. Encontrado no departamento de Esporte e Lazer,a arma foi feita em Grand Rapids, em Michigan. Vendida por cerca de $ 199,95, ele tem um estoque de madeira de nogueira, e um gatilho de cabelo. Mais conhecido como o Boomstick.
- Axe

O machado da cabine amaldiçoada (Evil Dead). Em Evil Dead II Ash usa o machado para desmembrar o corpo de Ed Deadite.
- Deathcoester

O Deathcoaster é visto no último peças de Army of Darkness, feito a partir dos restos de seu carro e movido por um motor a vapor. A principal característica é uma lâmina rotativa enorme na frente dele, semelhante a uma máquina vertical da lâmina angulada. O Deathcoaster foi destruída durante a batalha final do filme. No final do filme ele leva o que resta dela com ele, e embora o Deathcoaster não tenha sido utilizada em todo material definido mais tarde. O Deathcoaster não foi referido como tal no filme, o nome só aparece em scripts e material publicitário. Além da escopeta Remington off-serrada, Ash também está qualificado para a utilização de outras armas de fogo, como o modelo Winchester 1894 alavanca acção espingarda. Estranhamente, Ash parece perder a posse de ambos motosserra e sua arma durante Army of Darkness, como ele não é visto estar carregando a serra após desmembramento Bad Ash e não é visto com sua espingarda depois de bater o Deathcoaster. Um possível erro de continuidade existe dentro da série, enquanto Ash afirmava ter obtido sua espingarda no S-Mart em Army of Darkness, ele realmente achou a Knowby da cabine Professor durante Evil Dead II, no entanto, Ash diz apenas que a arma "pode ser encontrado "no S-Mart, e nunca diz explicitamente que ele conseguiu lá. Bruce Campbell declarou Ash é incompetente em tudo, exceto o combate Evil Dead. Campbell também acrescentou que Ash é "um processo lento e mau pensador um pensador rápido bom". Ele sabe que algum grau de combater-a-mão mão de técnicas e valentia com uma variedade de armas em várias situações. Sua força principal parece ser sua engenhosidade: embora seja repetidamente notado nos comentários de áudio para The Evil Dead e Evil Dead II por sua estupidez e ignorância, tem a partir do segundo filme foram mostrados na criação de tais coisas que vão desde o seu suporte e motosserra aproveitar espingarda, pólvora principalmente a partir de referências a sua composição elementar em um livro de química, uma mão protética funcional plenamente a partir de uma luva de metal, eo curta "Deathcoaster". Suas habilidades estão a inventar mais expandiu nos jogos: em Evil Dead: Regeneration, cria-funcional de armas totalmente como um lança-chamas e um arpão de peças que são apenas cerca de postura e, em Evil Dead: A Fistful of Boomstick, a criatividade parece estar a correr em família de Ash, como seu pai ferreiro no nível de Dearborn Colonial é capaz de fazer rapidamente um lança-chamas e uma metralhadora de peças de reposição Ash encontra-lo, quando Ash diz essas coisas "não tenham ainda sido inventado ainda ".
Além disso, durante a segunda vez que ele é possuído perto do clímax de Evil Dead II, Ash mostra um certo grau de força sobre-humana (ver Deadite Ash abaixo), como pode ser visto facilmente quando ele levanta Jake sobre a sua cabeça e joga-lo em uma árvore. Ash personalidade e estado de mudar a mente de forma drástica em toda a franquia. Em The Evil Dead e no início de Evil Dead II, ele é algo de um descontraído everyman covarde, mas por meio de Evil Dead II e em Army of Darkness, ele se tornou uma pessoa muito corajosa, e se torna a voz de encorajamento e de confiança no castelo de Arthur. É neste ponto que Ash se torna conhecido por sua one-liners, e sua personalidade assume um mais cínico amargurado tom. Sam Raimi disse que se sente a personalidade de transformação de cinzas em Darkness foi muito fora do personagem.[7] Devido à experiências com os Evil Dead, Ash se tornou cínico, irritado, e talvez um pouco louco; algumas das experiências terríveis que ele atravessou (como seu reflexo em Evil Dead II) foram simplesmente a sua própria alucinação.
Deadite Ash
Deadite Ash está escuro do lado de Ash que se manifesta como uma entidade separada em primeiro lugar Evil Dead II, onde ele alucina sua reflexão atormentá-lo sobre desmembramento "sua namorada" (Linda), com uma serra elétrica, processo para tentar sufocá-lo (apenas para Ash a perceber ele está sufocando-se). Este lado dele mais tarde se divide o corpo em Army of Darkness, tornando-se 'Bad Cinzas "e" bom "Ash. Evil Ash é mau ego Ash se separou de Ash após seu incidente com o Ashes Tiny. Ash ofertas com ele com seus BoomsticK e enterra-lo. Ash retorna após Evil Ash recita os encantamentos do Necronomicon incorretamente. Bad Ash depois leva o Army of Darkness para o castelo na esperança de recuperar o Necronomicon. mesmo corrompendo-love Ash depois de juro Sheila em um deadite. Ele batalhas do Ash inicial, ele corre para o Necronomicon, antes de Ash o coloca em chamas com um maçarico, apenas para ressurgir como um "esqueleto Evil Ash. Como o Red tropas Henry chega para ajudar na batalha contra os mortos-vivos e quebrar suas fileiras, Ash, ironicamente, corta seu alter direita do ego, e então o leva para o céu em um saco iluminado de pólvora, que explode e destrói Bad Ash.

## Deadite Ash
Deadite Ash está escuro do lado de Ash que se manifesta como uma entidade separada em primeiro lugar Evil Dead II, onde ele alucina sua reflexão atormentá-lo sobre desmembramento "sua namorada" (Linda), com uma serra elétrica, processo para tentar sufocá-lo (apenas para Ash a perceber ele está sufocando-se). Este lado dele mais tarde se divide o corpo em Army of Darkness, tornando-se 'Bad Cinzas "e" bom "Ash. Evil Ash é mau ego Ash se separou de Ash após seu incidente com o Ashes Tiny. Ash ofertas com ele com seus BoomsticK e enterra-lo. Ash retorna após Evil Ash recita os encantamentos do Necronomicon incorretamente. Bad Ash depois leva o Army of Darkness para o castelo na esperança de recuperar o Necronomicon. mesmo corrompendo-love Ash depois de juro Sheila em um deadite. Ele batalhas do Ash inicial, ele corre para o Necronomicon, antes de Ash o coloca em chamas com um maçarico, apenas para ressurgir como um "esqueleto Evil Ash. Como o Red tropas Henry chega para ajudar na batalha contra os mortos-vivos e quebrar suas fileiras, Ash, ironicamente, corta seu alter direita do ego, e então o leva para o céu em um saco iluminado de pólvora, que explode e destrói Bad Ash.
Deadite Ash Ash se possuído por um demônio Kandarian e transformado em uma versão monstruosa de si mesmo com o aumento da força e brutalidade muito. Em Evil Dead IIsol, e a memória de Linda parece conduzir o demônio e reverte Ash volta ao normal.

## Quadrinhos
Em 1992, a Dark Horse Comics lançou uma mini-série número três, escrito por Sam Raimi si mesmo. Acompanhamento é Evil Dead (2008) uma história em quadrinhos da Dark Horse Comics recontar a história dos acontecimentos do filme original. [8] Nesta versão do conto, Cheryl não é irmã de Ash, mas apenas uma amiga de sua namorada Linda, eo livro é chamado de "Nacheron De'manto". O professor e sua esposa são retratados como jovens adultos do que a versão de meia-idade visto no filme. Para os ainda razões desconhecidas, o único personagem no livro que se parece com o seu homólogo filme é Ash. Cada outro personagem foi completamente redesenhado para essa expansão ".
Dynamite Entertainment fez a sua própria linha de quadrinhos com o personagem. Army of Darkness: Ashes 2 Ashes (2004) a-minissérie questão quatro que pega logo depois do filme acabar com o, a ter lugar no dia Ash muito e seus amigos viajaram para Knowby de cabine, e leva em Army of Darkness: Shop Till You Drop (Dead) (2005), uma minissérie de quatro questão. Outra mini-série, Army of Darkness vs Re-Animator (2005), com Ash confinado a uma instituição mental e forçado a ir contra o doutor Herbert West e seus asseclas zombie, saiu em 2005. Em 2006, Dinamite começou a lançar uma série contínua, mostrando os acontecimentos após o crossover Re-Animator.
Marvel Zombies vs Army of Darkness (2007) é um spin-off a partir desta linha de quadrinhos (depois da morte de Cinzas 'em Army of Darkness # 13), a ter lugar na Marvel Zombies universo. A série serve para preencher certas lacunas deixadas na história da Marvel Zombies que mesmo Dead Days não concretizar plenamente. O crossover dura várias questões, com Ash finalmente regressar ao seu próprio mundo (ea própria história em quadrinhos) com Army of Darkness: From the Ashes (2007).
Dynamite criou vários cruzamentos e as histórias de lado seus próprios. Tales of the Army of Darkness (2006) é um tiro em quadrinhos com várias histórias sobre um Ash eo Necronomicon. Darkman vs Army of Darkness (2006), uma minissérie, quatro questão características Ash parceria com Darkman para parar o Deadites. Ash então atuou em Freddy vs Jason vs Ash (2007), uma minissérie, questão seis da Wildstorm ea Dynamite Entertainment, onde Ash deve enfrentar o ícones do horror e, em seguida Freddy vs Jason vs Ash: A Nightmare Warriors (2009), em que Ash une forças com um grupo de apoio para pessoas que têm tanto enfrentou e sobreviveu Freddy Krueger e Jason Voorhees, que consiste de caracteres previamente estabelecidos a partir de suas respectivas franquias, para derrotar os dois para sempre.

### Games
- The Evil Dead (computer game)
- Evil Dead: Hail to the King
- Evil Dead: A Fistful of Boomstick
- Evil Dead: Regeneration

#### Outro jogos
Um vazamento na tela de seleção de vantagens de Dead by Daylight, revelou que Ash seria um possível personagem no jogo. Mais tarde, ele foi oficialmente anunciado com um trailer, em 28 de março de 2019. No mês seguinte, Ashe J. Williams foi oficialmente lançado como um personagem jogável em Dead by Daylight com suas habilidades e visuais próprios.

## Musical
Evil Dead: The Musical é uma adaptação musical soltas da série de filmes, principalmente combinando os elementos do enredo dos dois primeiros filmes. O musical é notável por ser uma das poucas vezes em que Ash não é interpretado por Bruce Campbell, mas Ryan Ward.O papel no musical está prestes a ser assumida por Michael Scott Wells.

## Universal Halloween Horror Nights
O personagem Ash Williams também apareceu em uma casa mal assombrada chamado "Silver Screams" da Universal Orlando's Halloween Horror Nights, em 2009. A cena recriada A seqüência de Pit Army of Darkness (conhecida como "Dead Medieval" para o evento). Neste caso, Ash foi interpretado por Sam Falco e Turck Chris.

## Promoção e recepção
Ash classificado em décimo primeiro UGO.com "s" Top 100 Heróis de Todos os Tempos "da lista, descrevendo-o como" um egomaníaco, reclamando, misogynistic goon ", mas também o melhor do demônio" e assassino zumbi sempre a ser retratado na tela de prata ". Contam ainda elogiou o caráter de sua humildade, na conclusão de Army of Darkness, de regresso ao seu próprio tempo. [9] Império classificou-o o vigésimo quarto "Greatest Movie Character" em sua lista de 100, chamando-o de "verdadeiramente icônico herói horror "e um" delirante, delicioso, dimwitted paródia "dos heróis de ação. Ele também foi classificada como número 77 na lista de Fandomania dos 100 Maiores personagens fictícios.